# 晋灭耿、霍、魏之战
晋灭耿、霍、魏之战發生於前661年（周惠王十六年、鲁闵公元年、晋献公十六年），晋献公、太子申生率军攻灭耿国（今山西省河津市东南）、霍国（今山西省霍州市西南）、魏国（今山西省芮城县北）三国的作战。
晋献公平定内乱集中权力后，积极向外扩张。前661年冬，晋国实行二军制，上、下军分别由晋献公和太子申生统率。晋献公率上军先后攻灭耿国、魏国两国。太子申生率下军攻灭霍国。晋国完全控制了汾水流域，将其西界推至黄河东岸。